# بخش بیستون
بخش بیستون یکی از بخش‌های تابعه شهرستان هرسین در استان کرمانشاه در غرب ایران است.

## تقسیمات کشوری
- بخش بیستون
  - دهستان چم‌چمال
  - دهستان شیرز

شهرها: بیستون

## جمعیت
بنابر سرشماری مرکز آمار ایران، جمعیت بخش بیستون شهرستان هرسین در سال ۱۳۹۵ برابر با ۲۲٬۵۳۹ نفر بوده‌ است.